# 夜訪れるもの (クルアーン)

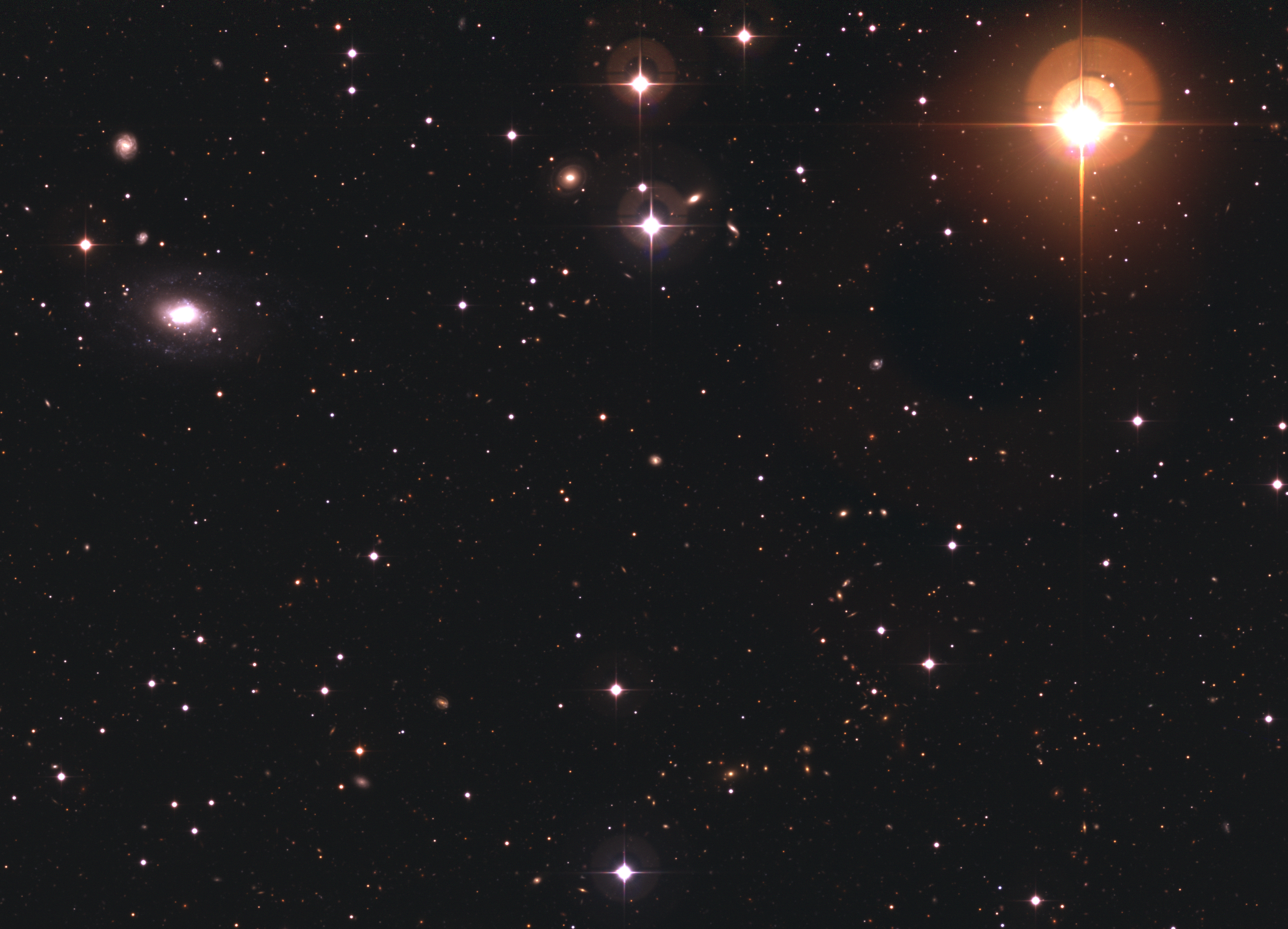
夜訪れるもの

『夜訪れるもの』（よるおとずれるもの、アラビア語: الطارق UNGEGN式: Aṭ-Ṭāriq アッ・ターリク）は、アル・クルアーン（コーラン）における第86番目のスーラである。

## 主な内容
- 夜の訪問者とは、輝いて突き刺す星[2]のことである。 - 1節、2節、3節
- 魂には守護者[3]がついている。 - 4節
- ほとばしる水[4]から誕生した人間たち如き（ごとき）は、死んだ後、最後の審判を経て、復活するのは、簡単である。 - 5節から14節
- 何かを企んでいる罰当たり者たちがいるようだが、神としても企みがあるから、罰当たり者たちに関しては、しばらく放って置けということである。 - 15節、16節、17節

## アラビア語による『夜訪れるもの』全文
アル・クルアーン第86章 『الطارق （夜訪れるもの）』